# Antero Rokka
Antero "Antti" Rokka är en fiktiv person med framträdande roll i Väinö Linnas roman Okänd soldat (Tuntematon sotilas), om Fortsättningskriget mellan Finland och Sovjetunionen 1941-1944. I romanen är Rokka en karelsk lantbrukare och krigsveteran från finska vinterkriget (1939-1940) och som sådan en mycket kompetent soldat som slåss för sin hembygd och trotsar all militär auktoritet. Befälen behandlar han som vilken annan soldat som helst. I boken står Rokka ofta för ironiska kommentarer om hierarkin i armén, det finska samhället i stort och om krigets utveckling.
I det finska originalet talar Rokka en markant östfinsk dialekt från Karelska näset, som i den svenska översättningen återges med östnyländskt folkmål.
Förebilden till Rokka var Viljam Pylkäs.
»Sillä sinä olet Rokan esikuva. Kuten olet huomannut, olen minä muunnellut tapahtumia, sijoittanut niitä toiseen aikajärjestykseen, siirrellyt toisten miesten tekoja toisille, ja niin edespäin. Mutta ne kuuluvat romaanin luonteeseen ja ovat vain sikäli todenmukaisia.»
(Ote Väinö Linnan kirjeestä Viljam Pylkkäälle, päivätty Tampereella 23. toukokuuta 1955)
"Du är förebilden till Rokka. Som du ser så har jag ändrat tidsordningen på händelserna och blandat vem som gjorde vad etc. Detta tillhör romanens karaktär men är i den meningen sanningsenliga." Källa: Väinö Linnas brev till Pylkäs 1955-05-23, Tammerfors.
Påståenden finns även om att soldaten och ingermanländaren Antti Rokka (samma namn som romanfiguren) skulle ha varit förebilden. Detta har dock förnekats av Väinö Linna som (till skillnad mot Rokkas släkt) hävdade att han aldrig träffat Rokka, som senare flyttade till Sverige.